# Oratorio del Rey (Alcázar de Madrid)

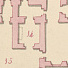
Planta del oratorio (14) en una copia del Plano de Gómez de Mora.

El oratorio privado del Rey fue una estancia y lugar de culto situado en la Torre Dorada del desaparecido Alcázar de Madrid.

## Historia
El origen del espacio en que se ubicaría el oratorio se encuentra en la construcción de la Torre Dorada en el tercer cuarto del siglo XVI, por orden de Felipe II. En sus inicios y, al menos hasta 1625, la pieza sería utilizada como alcobilla o dormitorio reservado del Rey en la Torre Dorada (el resto del espacio del piso principal en la Torre estaba ocupado por el Despacho del Rey).
La desaparición del oratorio ocurriría como consecuencia del incendio del edificio.

## Descripción
El espacio se situaba en la Torre Dorada (que remataba el ángulo sudoeste del Alcázar de Madrid). En concreto se situaba, dentro del piso principal y formaba parte del cuarto del Rey. Dentro de la planta de la Torre Dorada, el oratorio se situaba en su esquina noreste y no contaba con ventanas o huecos a la calle. Contaba con dos puertas (una puerta al sur en el despacho del Rey) y una al norte que daba a un distribuidor que llevaba a la Pieza Oscura y a otra pieza de paso que conectaba con la Galería del Mediodía.
De acuerdo con el Inventario del Alcázar de 1636, el oratorio albergaba un Ecce Homo y una Dolorosa con las manos abiertas, ambos obra de Tiziano y conservados en el Museo del Prado.

## Galería

Cuadros que estuvieron colgadas en el oratorio
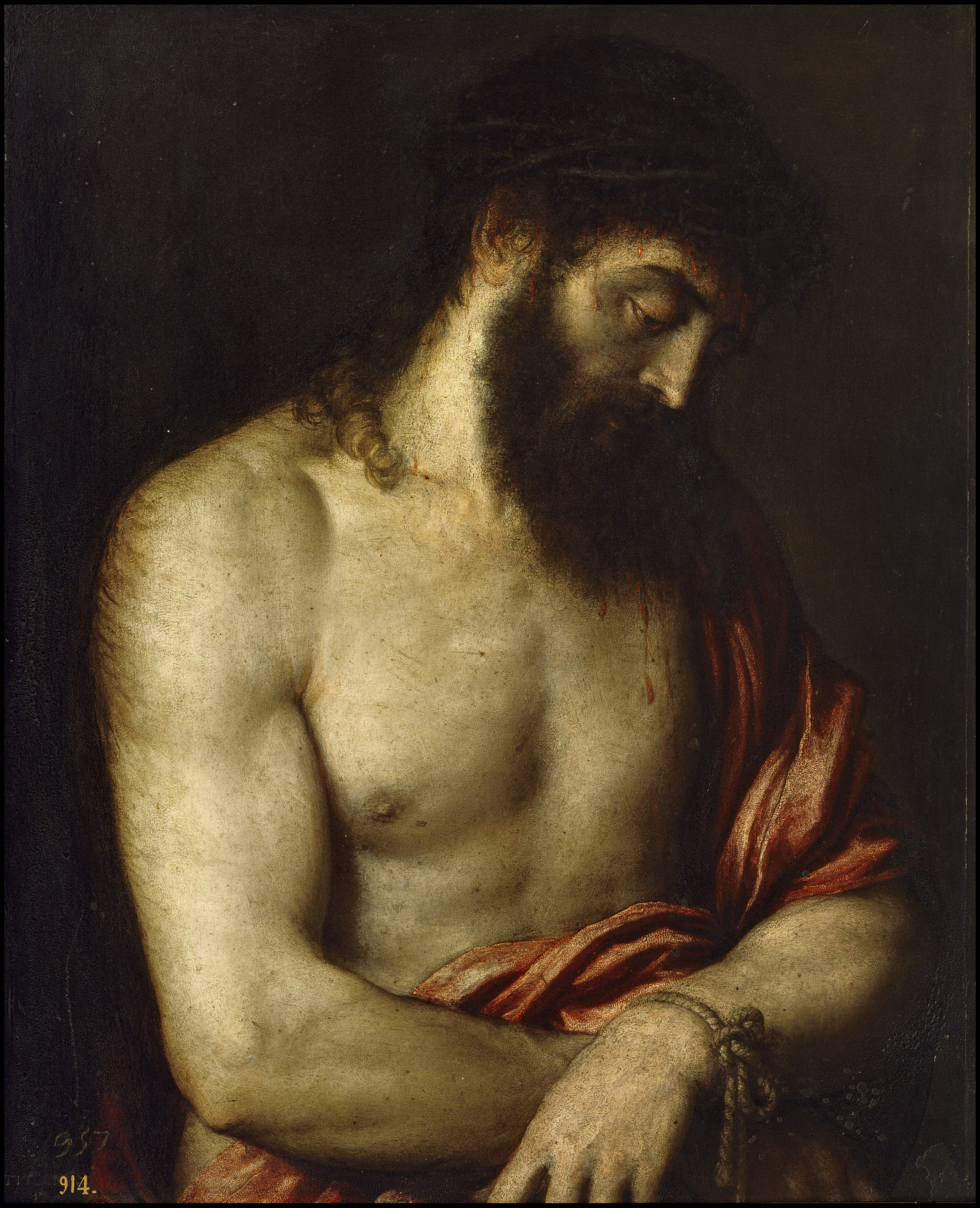
Ecce Homo de Ticiano colgado en el oratorio en 1636
Dolorosa de Ticiano, colgada en el oratorio en 1636.